# Maine-de-Boixe
Maine-de-Boixe és un municipi francès situat al departament del Charente i a la regió de la Nova Aquitània. L'any 2007 tenia 441 habitants.

## Demografia

### Població
El 2007 la població de fet de Maine-de-Boixe era de 441 persones. Hi havia 168 famílies de les quals 32 eren unipersonals (20 homes vivint sols i 12 dones vivint soles), 64 parelles sense fills, 64 parelles amb fills i 8 famílies monoparentals amb fills.
La població ha evolucionat segons el següent gràfic:
Habitants censats

### Habitatges
El 2007 hi havia 198 habitatges, 176 eren l'habitatge principal de la família, 15 eren segones residències i 7 estaven desocupats. 192 eren cases i 5 eren apartaments. Dels 176 habitatges principals, 148 estaven ocupats pels seus propietaris, 25 estaven llogats i ocupats pels llogaters i 3 estaven cedits a títol gratuït; 6 tenien dues cambres, 15 en tenien tres, 49 en tenien quatre i 106 en tenien cinc o més. 141 habitatges disposaven pel capbaix d'una plaça de pàrquing. A 72 habitatges hi havia un automòbil i a 95 n'hi havia dos o més.

### Piràmide de població
La piràmide de població per edats i sexe el 2009 era:
| Homes | Edats   | Dones |
| ----- | ------- | ----- |
| 0     | 95 o +  | 4     |
| 0     | 90 a 94 | 0     |
| 0     | 85 a 89 | 4     |
| 4     | 80 a 84 | 4     |
| 8     | 75 a 79 | 0     |
| 4     | 70 a 74 | 4     |
| 12    | 65 a 69 | 8     |
| 0     | 60 a 64 | 8     |
| 12    | 55 a 59 | 0     |
| 8     | 50 a 54 | 8     |
| 20    | 45 a 49 | 36    |
| 16    | 40 a 44 | 12    |
| 20    | 35 a 39 | 16    |
| 20    | 30 a 34 | 12    |
| 12    | 25 a 29 | 16    |
| 4     | 20 a 24 | 8     |
| 16    | 15 a 19 | 24    |
| 8     | 10 a 14 | 28    |
| 20    | 5 a 9   | 8     |
| 16    | 0 a 4   | 4     |

## Economia
El 2007 la població en edat de treballar era de 307 persones, 225 eren actives i 82 eren inactives. De les 225 persones actives 195 estaven ocupades (109 homes i 86 dones) i 30 estaven aturades (11 homes i 19 dones). De les 82 persones inactives 37 estaven jubilades, 20 estaven estudiant i 25 estaven classificades com a «altres inactius».

### Ingressos
El 2009 a Maine-de-Boixe hi havia 186 unitats fiscals que integraven 474,5 persones, la mediana anual d'ingressos fiscals per persona era de 17.213 €.

### Activitats econòmiques
Dels 16 establiments que hi havia el 2007, 1 era d'una empresa extractiva, 1 d'una empresa de fabricació d'elements pel transport, 1 d'una empresa de fabricació d'altres productes industrials, 5 d'empreses de construcció, 7 d'empreses de comerç i reparació d'automòbils i 1 d'una empresa d'hostatgeria i restauració.
Dels 5 establiments de servei als particulars que hi havia el 2009, 2 eren guixaires pintors, 2 fusteries i 1 restaurant.
L'any 2000 a Maine-de-Boixe hi havia 5 explotacions agrícoles.

## Equipaments sanitaris i escolars
El 2009 hi havia una escola elemental integrada dins d'un grup escolar amb les comunes properes formant una escola dispersa.

## Poblacions més properes
El següent diagrama mostra les poblacions més properes.